# Cessieu
Cessieu is een gemeente in het Franse departement Isère (regio Auvergne-Rhône-Alpes). De plaats maakt deel uit van het arrondissement La Tour-du-Pin. In de gemeente ligt spoorwegstation Cessieu. Cessieu telde op 1 januari 2022 3.257 inwoners.

## Geografie
De oppervlakte van Cessieu bedroeg op 1 januari 2022 14,35 vierkante kilometer; de bevolkingsdichtheid was toen 227 inwoners per km².

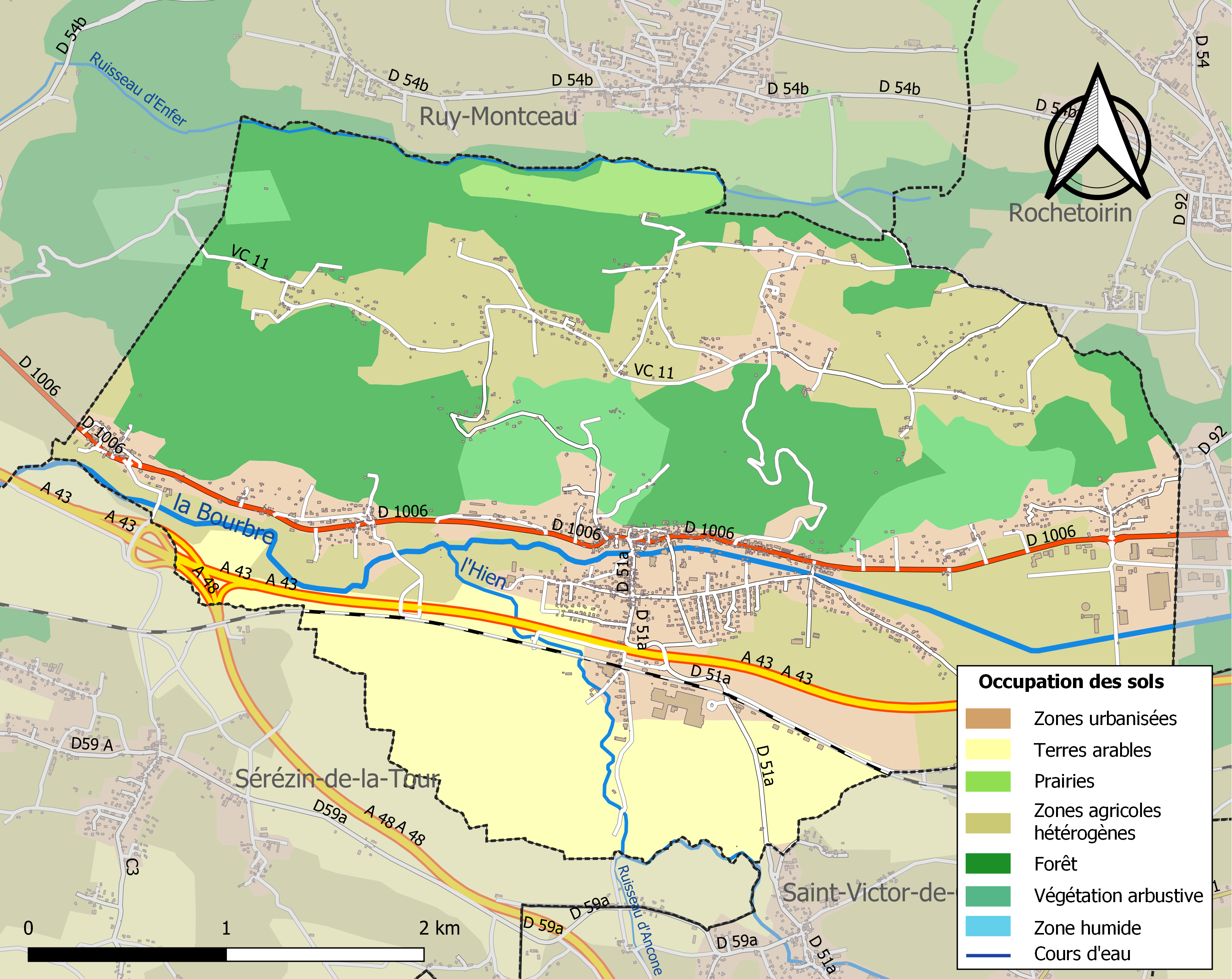
Kaart van de gemeente met de belangrijkste infrastructuur, bodemgebruik en omliggende gemeenten

## Demografie
Onderstaande figuur toont het verloop van het inwonertal (bron: INSEE-tellingen).